# Roquesteron

Roquesteron este o comună în departamentul Alpes-Maritimes din sud-estul Franței. În 1 ianuarie 2022 avea o populație de 557 de locuitori.